# Damazan
Damazan – miejscowość i gmina we Francji, w regionie Nowa Akwitania, w departamencie Lot i Garonna.
Według danych na rok 1990 gminę zamieszkiwały 1164 osoby, a gęstość zaludnienia wynosiła 71 osób/km² (wśród 2290 gmin Akwitanii Damazan plasuje się na 372. miejscu pod względem liczby ludności, natomiast pod względem powierzchni na miejscu 684.).